# Història del Sind
El Sind és una regió històrica sotmesa a múltiples dominacions al llarg de la seva història, el territori de la qual correspon a grans trets amb la moderna província pakistanesa del Sind.
La regió estava formada per dues subregions, entre la primera fou objecte de múltiples conquestes la segona va viure relativament aïllada i independent: 
- L'Alt Sind o Sind Superior, centrat antigament a Alor, i modernament a Sakhar (Sakkar o Sukkur), Rohri i Khairpur, format per la part de l'Indus entre un lloc cap al punt d'unió dels cinc rius del Panjab i el punt on l'Indus deixa la direcció sud-oest per orientar-se al sud-est, amb Siwi (Sibi) a l'oest.
- Baix Sind o Sind Inferior, centrat a la zona del delta, antigament amb les ciutats d'al-Mansura (probablement al costat de Brahmanabad o Bahmanabad) a la part septentrional i Daybul a la costa (al sud-est de Karachi) i modernament a Hyderabad (Pakistan) (al sud d'al-Mansura) i Thatta al nord-est de Daybul.

## Història

### Civilització de la Vall de l'Indus; els aris
Els primers establiments neolítics a la regió daten de vers el 7000 aC; aquestos pobladors van originar una civilització després del 3000 aC. Sind fou el centre de la civilització de la Vall de l'Indus, coneguda pels llocs de Mohenjo-daro, Amri, i Kot Diji. Aquesta civilització va fer eclosió en el III mil·lenni i va estar activa vers 2500 a 1500 aC. El seu final és encara incert. Després d'això, vers el 1500 aC es van iniciar les invasions àries, i res se sap de la història fins mil anys després. Vers el 1000 aC els aris estaven plenament establerts a la vall de l'Indus i comerciaven amb Àfrica i el golf Pèrsic.

### Aquemènides, macedonis i mauryes
Darios I el Gran va conquerir la regió en data incerta a l'entorn del 520 aC i va donar impuls al comerç amb la introducció de la moneda. El domini persa va durar com a molt fins a la conquesta macedònia vers el 330 aC. El 325 aC, Alexandre el Gran, després de passar pel Panjab va embarcar a l'Indus i el va baixar. El domini grec a la zona fou precari. El rei Musicà, inicialment sotmès, es va revoltar i junt amb alts dignataris van ser derrotats i crucificats. La sortida d'Alexandre va anar seguida al cap de poc de l'expansió maurya que vers el 300 aC van dominar el Sind.

### Mauryes i grecobactrians
Els mauryes no van durar molt de temps després de la mort d'Asoka (232 aC). La seva debilitat va coincidir amb la pujada al tron del rei Eutidem I de Bactriana, que vers el 223 aC va enderrocar al darrer rei de la primera dinastia grega de Bactriana, Diodot II; Eutidem va estendre el poder grec cap a l'Índia després del 206 aC quan el rei selèucida Antíoc III el Gran va reconèixer la independència de Bactriana, va creuar el Paropamisos cap a l'Índia i va fer un tractat amb el rei Sophagasenas (Subhagasena) retornant a Síria l'any següent.
Demetri I de Bactriana va fundar a les conquestes índies el regne Indogrec i va deixar el govern de Bactriana al seu fill Eutidem II vers el 180 aC, mentre un altre fill Pantaleó va rebre Gandhara, Paropamísades i Aracòsia. La branca de Bactriana fou enderrocada vers 170 aC per Eucràtides I de Bactriana que va fundar la dinastia eucràtida. La branca de Gandhara, Paromisades i Aracòsia va acabar governant al Panjab probablement per herència vers el 165 aC; l'intent d'aquesta branca de recuperar Bactriana es va acabar amb la derrota i mort del rei Demetri I vers el 150 aC.
El poder grec al Panjab es va consolidar amb Menander o Menandre I a la meitat del segle ii aC quan els territoris s'estenien (segons Plutarc) fins als deltes dels rius Indus i Narmada. Després del govern de Menandre I vers 150-135 aC, la seva vídua Agatocleia o Agatoclea, va exercir la regència en nom del seu fill Estrató I mentre un altre fill o un germà de Menandre s'establia als Paropamísades, Gandhara i Aracòsia.
Aquesta darrera branca es va dividir després del 100 aC en les del Paropamísades i la de Gandhara i Aracòsia i les dues van acabar vers el 70 aC eliminades pels invasors yuezhi. La branca de l'Índia va governar al Panjab occidental amb Epànder (vers 95-90 aC) i Arkhebios (vers 90 aC - 85 aC) i després d'una breu dominació de Maues, el rei escita expulsat de Sogdiana pels yuezhi (que aviat va fundar un regne Indoescita al nord-oest del Panjab amb seu a Taxila), va seguir amb Thraso, Artemidoros i finalment Apol·lodot (després del 80 aC) que va conquerir el Panjab oriental.
A la seva mort els territoris es van repartir potser entre dos fills, Hipostratos (Panjab occidental) i Dionisi (Panjab oriental). El primer fou enderrocat vers el 57 aC pel rei indoescita Azes I i el segon va tenir successors en Zoilos II, Apol·lofanes i Estrató II fins que vers el 10 dC el regne fou eliminat pel rei indoescita Rajuvula.

### Sakastana i Kusana
Al seu torn els indoescites o sakes foren eliminats pels kushana, una tribu del yuezhi, que sota Kozula o Kujula Kadfises (meitat del segle I) i el seu fill Vima Takto i el net Vima Kadfises van dominar tot el nord-oest de l'Índia vers 80-100; a l'entorn del 100 va pujar al tron el seu fill Kanishka I sota el qual el poder dels kushana va arribar al cim. Les monedes kushana porten imatges de deïtats zoroastrianes, gregues i hindús. A Kanishka el van succeir Hushka (Huvishka) i Jushka (Vasudeva); sota aquest darrer els dominis kushana a la vall de l'Indus i Afganistan es van perdre. El ksatrapes haurien dominat llavors el territori del Baix Indus, Gujarat i Malwa (segle iii) dels quals hauria passat als guptes en el segle iv. El hunes o huns es van establir al Sind i van fundar un regne local al segle v; el regne de Thanesar ni en el moment de màxima expansió sota Harsa, va arribar a dominar Sind.

### Huns (heftalites): Rai i Chach
La dinastia huna (heftalita) formada pels invasors establerts a Sind fou coneguda com a Rai i va tenir centres a Alor i a Brahmanabad. En aquest temps al nord predominava el culte al foc dels perses mentre el budisme era la religió dominant al sud. Només tres possibles reis de la dinastia són coneguts per les monedes: Sahasi I (segle vi), Siharu (vers després del 600) i Sahasi II (vers 632). la dinastia fou enderrocada poc temps després (vers 643) pel ministre braman Chach, que va usurpar el tron.
La seva nissaga va tenir cinc sobirans:
- Chach 643-671
- Chandar 671-679
- Dahir 679-711 (fill de Chach)
- Hullishah 712- 724
- Sisah vers 724

En el regnat de Dahir, segons les fonts àrabs uns mercaders musulmans enviats pel califa Abd al-Malik a comprar noies esclaves i a comerciar amb articles diversos, foren atacats per lladres i alguns fets presoners i morts. El comerciants que van sobreviure van presentar una queixa al califa que va enviar una expedició, però el califa va morir abans de la sortida i aquesta expedició no es va fer; però el seu fill va enviar a Muhàmmad ibn al-Qàssim al-Safiki que va conquerir el país el 711; primer va conquerir el port de Daybul (Debal) la situació del qual és incerta però estava al sud-est de Karachi i podria ser Manora o Kakar Bukera a uns 30 km al sud-oest de Thatta, o fins i tot aquesta mateix; després va seguir cap a Nerankot a la proximitat de la moderna Hyderabad, i després va conquerir la poderosa fortalesa de Sehwan; va retornar a Nerankot i va creuar l'Indus (el canal principal corria llavors a l'est de la ciutat= i es va enfrontar a l'exèrcit del raja Dahir que va morir a la lluita al fort de Rawar, mentre la seva família eren fets presoners pels àrabs. Els musulmans van arribar a la capital Alor el 712 i fou conquerida i d'allí van seguir cap a Multan que també va sotmetre; les filles de Dahir que foren enviades a l'harem del califa haurien acusat (falsament segons els historiadors àrabs) a Ibn al-Qàssim d'haver violat la seva castedat i el califa va ordenar la mort del conqueridor d'una manera horrible. La dinastia Chach va resistir en part del país; no és clar si es va extingir o fou derrotada, però no torna a ser esmentada després del 725. Llavors Sind fou una província del califa de la que es coneixen amb força aproximació els emirs governadors entre 712 i 838.
Vegeu Sind (província del Califat)

### Dinastiahibàridaohabbàrida(hibàridesohabbàrides)
El 850 va ser nomenat governador Umar al-Hibari que al cap de cinc anys es va fer independent i va regnar uns deu anys més sent succeït pel seu fill Abd-Al·lah ibn Úmar (vers 865-893). El 871 la vall inferior de l'Indus va caure en mans de Yaqub ibn al-Layth as-Saffar i no gaire després apareixen dos estats musulmans independents del califat i l'un de l'altra, a Mansura (probablement Brahmanabado Bahmanabad) i Multan respectivament, el primer entre Alor i la costa (quasi el modern Sind) i el segon la vall de l'Indus des d'Alor cap al nord. Mansura havia estat fundada pels conqueridors musulmans.
La dinastia Hibari va conservar el poder al Baix Sind amb seu a Mansura durant quasi dos segles. Mahmud de Gazni va conquerir Bhatia (probablenment Uchh) el 1005 o 1006 èrò no hi cap prova de domini gaznèvida sobre el baix Sind, i certament si hi fou, no va ser un domini directe. Els ismaïlites no hi tenien influència i no consta cap atac gaznèvida quan es va conquerir Multan el 1010. Probablement una submissió nominal fou el màxim, però ni tant sol hi ha constància d'això.

### Sumres(dinastiaSumra)
Vers el 1025 va prendre el poder un cap rajput de nom Sumra que va fixar la capital a Tur; ni a ell ni als seus successors se'ls coneix cap relació amb els gaznèvides. En canvi si que se sap que hi va lluitar Muizz al-Din Muhammad de Ghur, al final del segle xii que va sotmetre als sumres a tribut. A la seva mort el 1206 el poder va passar al seu general Nasir al-Din Kubacha que es va sotmetre a un altre general, Aybak Kut al-Din de Delhi, però després fou derrotat per Iltutmish. Djalal al-Din Manguberti va arribar a la vall de l'Indus quan fugint dels mongols el 1221 havia demanat asil a Iltutmish que l'havia enviat a lluitar contra Kabacha (1222-1223) i va arribar fins a Daybul a la costa de la mar d'Aràbia, al sud-est de Karachi. Se sap que el príncep local sumra va fugir davant Djalal al-Din però un any després aquest va abandonar la zona i els sumres van tornar a governar generalment com a vassalls de Delhi. Ala al-Din Muhammad Shah I Khalji (1296-1316) va destruir Tur el que voldria dir que s'havien revoltat.
- Sumra vers 1025-1053
- Bhungar I vers 1053-1068
- Duda I vers 1068-1092
- Singhar vers 1092-1107
- Hamun (reina) vers 1107
- Pithu
- Khaira
- Hafif I
- Umar
- Duda II
- Pahtu
- Genhra II
- Mohammed Tur
- Genhra II
- Duda III vers 1190-1204
- Tai vers 1204-1228
- Chani Sar vers 1228- 1246
- Bhungar II vers 1246- 1261
- Hafif II vers 1261-1279
- Duda IV vers 1279-1304
- Umar Sumra vers 1304-1330
- Bhungar III vers 1330-1336
- Hamir 1336

### Sammes(dinastiaSamma)
Ibn Battuta va visitar Sind el 1334 i va seguir la vall de l'Indus pel coll de Bolan el 1341. Ibn Battuta ésmenta als sumra o sumera (amb el nom d'al-samira que vol dir "els samaritans") amb un emir de nom Wunar (Bhungar III) que era vassall del sultanat Delhi contra el sultà del qual Muhammad Shah II Tughluk (1325-1351) s'havia revoltat. En aquest temps la capital Daybul ja havia desaparegut i havia estat substituïda per Thatta potser fundada pels sumres. Aquestos van perdre el poder vers 1336 segurament a causa de la seva revolta. Després d'un període de certa confusió es va imposar una nova dinastia rajput, els sammes originària del Cutch. La dinastia Samma apareix vers 1340 amb el primer "jam" de nom Unar (que tot i el seu nom hindú era musulmà encara que recent convertit) que hauria refundat Thatta vers 1340, que va esdevenir la seva capital; el va seguir el jam Juna que el 1350 va donar asil a un rebel contra el sultà de Delhi i Muhammad Shah II Tughluk va morir el març del 1351 a la riba de l'Indus quan anava contra aquest rebel. Els djams va resistir per un temps a les forces de Delhi però finalment Firuz Shah Tughluk (1351-1388) els va sotmetre a vassallatge en el regnat de Timaji (1376-1379) que fou emportat presoner a Delhi amb el seu fill Khayr al-Din i va deixar una guarnició a Bukkur. Mort Timaji, Khayr aal-Din va poder tornar i reassolir el poder (amb el nom de Salah al-Din?). Però al final del segle xiv, quan el poder de Delhi va trontollar, el dels sammes es va refermar. Amb Nizam al-Din nanda (1463-1509) que va regnar 46 anys la dinastia va arribar al cim.
- Unar 1336-1340
- Juna 1340-1353
- Banhatiya 1353-1376
- Timaji 1376-1379
- Salah al-Din 1379-1391
- Nizam al-Din 1391-1393
- Ali Sher 1393-1408
- Fath Khan 1408-1422
- Tughluq 1423-1449
- Mubarak 1449
- Sikandar 1449-1452
- Sanjar 1452-1463
- Nizam al-Din Nanda 1460-1509
- Firuz Salah al-Din 1509-1521

### Arghuns
El 1520 Mirza Shah Beg Arghun, que governava a Kandahar des de 1507, fou atacat en aquest territori per Baber i en previsió de futur es va dirigir al Sind que va conquerir (15121-1522); va saquejar Thatta i va fer un acord amb el jam Firuz pel que aquest retenia el Dind entre Sukur i Thatta i Shah Beg adquiria la regió al nord de Lakhi. Els sammes van rebutjar aviat l'acord i es va lliurar una batalla al sud-est de la moderna Hyderabad en que foren derrotats i es va establir el poder arghun arreu. El fort de Bukkur fou conquerir per Shah beg i reconstruir amb materials portats d'Alor. Quan Kandahar fou ocupada per Baber, Shah Beg ja dominava totalment Sind. El djam Firuz del sammes va haver de fugir al Gujarat i els Arghun van assolir el poder. Shah beg estava disposat a anar a Gujarat però va morir abans de poder complir el projecte, el 1524.
El va succeir el seu fill Shah Husayn. Va perseguir al jam Firuz cap a Cutch i Gujarat on finalment el fugitiu va morir. Husayn va fer pronunciar la khutba en nom de Babur i segurament d'acord amb aquest va atacar el regne langah de Multan, ciutat que va capitular després d'un llarg setge el 1528. Shah Husayn i va nomenar un governador i va retornar cap a Thatta. El governador no va tardar a ser expulsat però Husayn no va provar de reprendre la ciutat que va quedar en mans d'un govern independent que no va tardar a reconèixer la sobirania de l'Imperi Mogul que Babur havia fundat el 1526 al conquerir Delhi.
Derrotat per Sher Shah Suri el 1540, Humayun es va dirigir al Sind i va demanar ajut a Shah Husayn per recuperar el poder però Husayn li va refusar doncs no es volia barrejar amb una guerra amb els suri- Llavors el mogol es va enfrontar al Husayn Arghun (1541) Humayun va provar de conquerir Bhakar sense èxit, doncs atacat per Shah Husayn aquest va aconseguir que Humayun fos abandonat pel seu cosí Yadgar Nasir amb nombrosos soldats; el novembre de 1541 Humayun va assetjar Sehvan o Shiwan però no tenia els recursos que calien i va fracassar; Humayun es va retirar aleshores a Jodhpur, via Jaisalmer i Amarkot. Fou allà, a Amarkot o Umarkot, que va néixer el 15 d'octubre de 1542 el seu fill i successor Akbar. Després va anar a Jun on va estar de sis a nou mesos en lluita contra el sobirà del Sind, i finalment Husayn Shah li va permetre pas lliure pel Sind per anar cap a Kandahar, i va sortir el 1543.;, es va 
Cap al final de la seva el caràcter de Shah Husayn es va fer insuportable; els nobles li va retirar el suport i finalment el 1554 van escollir com a nou sobirà a Mirza Muhammad Isa Tarkhan, que era membre de la branca vella dels arghun. Shah Husayn va morir sense deixar fills el 1556.
- Mirza Shah Beg (a Kandahar 1507-1522) 1522-1524
- Mirza Husayn Shah Arghun 1524-1554 (mort el 1556)

### Els ArghunTarkhandel Sind
En contra de Shah Husayn, el nou sobirà Muhammad Isa Tarkhan havia demanat ajut als portuguesos establerts a Vasai. Una força de 700 homes dirigida per Pedro Barreto Rolim va arribar a Thatta el 1555, i va trobar Muhammad Isa ja instal·lat còmodament al tron i sense necessitar la seva ajuda. Els portuguesos van demanar un pagament pel servei que els fou refusat i llavors van saquejar Thatta i van matar a milers de persones.
Muhammad Isa Tarkhan es va enfrontar llavors a un rival que reclamava el tron, Sultan Mahmud Gokaldash. Finalment es va arribar a un acord pel qual Muhammad Isa Tarkhan conservava el baix Sind amb capital a Thatta, i Sultan Mahmud governaria a l'alt Sind amb capital a Bakhar. El 1567 Muhammad Isa Tarkhan va morir i el va succeir el seu fill Muhammad Baki. Poc després, el 1573/1574 l'alt Sind queia en mans de l'emperador Mogul Akbar.
Muhammad Baki es va suïcidar el 1585, i el va succeir el seu fill Djani Beg. El 1591 Akbar va enviar al seu home de confiança el khan khanan Abd al-Rahim Khan l'orde d'annexionar el baix Sind. Djani Beg va intentar resistir però fou derrotat i el seu territori fou annexionat a l'imperi Mogul. El 1599 Djani Beg va morir de delirium tremens.
- Mirza Muhammed Isa Tarkhan 1556-1567
- Mirza Muhammed Baki 1567-1585
- Mirza Djani Beg 1585-1591 (+1599)

### Imperi Mogol
Sota l'imperi mogol formà part de la suba de Multan i es van nomenar governador local, però de fet els afers locals estaven en mans dels clans més notables. El primer clan notable del qual hi ha notícia són els jatois, balutxis, que després foren apartats pels mahars hindus centrats a Lakhi (a 15 km al sud-est de Shikarpur), segons el relat del capità (després major general) Sir F. G. Goldsmid, en la seva història de Shikarpur escrita el 1854: set germans de la tribu mahar que vivien a Ubauro, dirigit per un d'ells de nom Jaisar, que volien viure independents es van establir a Bukkur (Bakkar), que llavors (1541) estava ocupada pel governador Mahmud, lleial a Mirza Husayn Arghun; els jatois dominaven el territori a l'oest del riu, entre Burdika i Larkhana incloent la ciutat de Lakhi o Lakhu. Jaisar va travessar el riu i es va establir a la zona dels jatois com amic, però aviat van esclatar enfrontaments; un amic de Jaisar, Musa Khan Mehr, influent a la cort de Mahmud, va aconseguir el suport d'aquest per Jaisar i així es va imposar i va sotemtre als jatois quedant-se amb la meitat del seu territori, la part entre Mehiani i Larkhana amb la condició que després d'una generació una dècima part del producte seria pagat al govern provincial. Els jatois es van quedar amb el país al nord de Mehlani a Burdika, amb el pagament habitual de taxes.
Jaisar Khan va romandre a Lakhi, i a la seva mort el va succeir el seu fill Akil, associat al seu germà Bakkar, i un cosí Wadera Sujan Khan, van decidir erigir una nova capital que no es va concretar però Sujan pel seu costat va construir una nova població anomenada Marulo (pel nom del seu fill Maru) que és la moderna Wazirabad (nom que va agafar de Shah Wali, el wazir d'Ahmad Shah Durrani). Els mahars van haver d'enfrontar una altra tribu o clan, els daudputres. descendents d Daud Khan; aquestos van apel·lar a l'autoritat espiritual de Pir Sultan Ibrahim Shah (la tomba del qual encara existeix) respectat per les dues tribus, del qual molts mahars eren deixebles, i que residia a Lakhi; el santó va donar la raó als daudputres que van adquirir drets de cacera i altres a certs territoris dels que els mahars es consideraven propietaris; al cap d'un temps l'enfrontament es va reproduir i els daudputres van apel·lar altre cop al santó; els mahars foren advertits per segona vegada i se'ls va ordenar desistir de les seves pretensions però van informar que mai ho acceptarien i lluitarien fins a l'extermini dels rivals. Pir Sultan Ibrahim Shah llavors va beneir als daudputres i els va enviar a lluitar prometent la victòria; la batalla es va fer inevitable; els daudputres només eren 300 o 400 homes i els mahars eren dotze mil, però tot i així foren derrotats; tres mil mahars van morir i només uns pocs enemics van caure a la batalla. El daudputres es van fer amos de Lakhi i el santó va ordenar la fundació d'una nova capital que fou Shikarpur.

### Kalhores(dinastiaKalhora)
A l'inici del segle xviii va pujar al poder la dinastia kalhora. Els kalhores deien ser descendentes de Muhammat de Kambhata (1204) i encara més lluny, d'Abbas, oncle de Mahoma. El 1558 un membre de la família, Adam Shah, s'havia fet famós per la seva santedat i havia fundat una secta mendicant a Chanduka que fou exterminada pel governador de Multan; els descendents van viure una vida incomoda i de lluites contra els oficials mogols fins que el 1658 Nasir Muhammad Kalhora va triomfar sobre les tropes imperials i va començar a organitzar un govern regular, de moment local. Amb el temps van poder assolir el poder a tot Sind.
El primer governant kalhora de tot el Sind fou Yar Muhammad. Mirza Bakhtawar Khan, fill de Mirza Panni, governava a Siwi i un notable territori a l'oest de l'Indus prop de Shikarpur; Yar Muhammad es va associar a Raja Likki i Iltas Khan Brahui, i a la tribu balutxi dels talpurs, i va començar atacs contra la regió del llac Manchhar ocupant Shikarpur 1701 i van ser reconeguts per Aurangzeb que li va concedir els territoris entre l'Indus i Nara. Es va apoderar de Samtani, expulsant a la tribu dels panhwars dirigida per Kaisar Khan i llavors va enviar al seu germà Mir Muhammad en direcció oposada per ampliar les conquestes; els objectius foren aconseguits amb eficiència i rapidesa. Iltas Khan Brahui va sortir de l'aliança perquè segons va dir a Yar, aquest no el necessitava, ja que el cel estava del seu costat. Poc després Yar va conquerir Kandiaro i Larkhana i altres places menors. Larkhana estava governada per Mahk Ala Bakhsh, germà de Bakhtawar. El mirza, després de les derrotes va cridar en ajut al shahzada de Multan, Muiz al-Din (després Jahandar Shah emperador del 1712 al 1713), que va anar al Sind immediatament; pero Bakhtawar que no volia a les tropes imperials al Sind, va demanar al príncep aturar la marxa; com que el shahzada s'hi va negar, s'hi va enfrontar militarment, morint en combat. Muiz al-Din va entrar a Bukkur. Però el shahzada progressivament es va acostar als punts de vista de Yar Muhammad i encara que primer va nomenar un governador de Siwi finalment la va entregar a un wakil de Yar Muhammad, el qual va rebre el títol imperial de Khuda Yar Khan. Va morir el 1719 i el seu fil Nur Muhammad el va succeir; va arrabassar el territori de Shikarpur als daudputres i va ocupar Sehwan i les seves dependències i va dominar des de la frontera de Multan fins a Thatta i del desert de Thar a les muntanyes del Balutxistan. No va fer cap reconeixement de la sobirania imperial. No obstant el fort de Bukkur no el va poder ocupar fins al 1736.
El febrer de 1739 Nadir Shah, quan tornava de Delhi, va derrotar a Nur Muhammad i va fer capitular a Shirkharpur i Sibi; el sobirà kalhora va haver de cedir tot el Sind a l'oest de l'Indus (incloent Shikharpur i Thatta) i pagar un fort tribut (1740). Nur Muhammad no hi estava evidentment d'acord i va oferir una certa resistència; probablement el 1741 va convèncer a Sadik Ali, governador de Thatta, d'entregar-li la província a canvi de tres lakhs, sense però deixar de pagar el tribut a Nadir que no obstant es va alarmar per aquesta activitat del seu vassall i va enviar una expedició des de Kabul (vers 1743); quan Nadir es va acostar Nur Muhammad va fugir a Umarkot però finalment es va rendir i va entregar la província recuperada; Shikharpur i Sibi foren entregades als daudputres i un tribut de 20 lakhs fou imposat al rei kalhora.
El 1747 va morir Nadir i el 1748 els drets de sobirania i sobre el tribut van passar a Ahmad Shah Durrani; com que el tribut anava amb retard Ahmad Shah va anar al Sind amb un exèrcit (1752) i Nur Muhammad va fugir a Jaisalmer on va morir; el país fou ocupat i annexionat per Ahmad Shah. Finalment el fill de Nur Muhammad, Muhammad Murad Yar Khan, va ser restablert pel sobirà afganès el 1755. El 1756 va fundar Muradabad. El 1757, cansats del seu govern tirànic, els seus subjectes el van enderrocar i van posar al tron al seu germà Ghulam Shah. El 1758 la Companyia Britànica de les Índies Orientals van establir una factoria a Thatta. Ghulam Shah el 1762 va envair Cutch i el 1763 va conquerir els ports de Basta i Taklipat a l'Indus; El 1768 va fundar la ciutat d'Hyderabad al lloc de l'antiga Nerankot. El 1772 el va succeir el seu fill Sarfaraz Khan, que es va opposar a la factoria britànica que finalment fou tancada el 1775. Poc després els caps militars balutxis van deposar el sobirà (1776) i van seguir dos anys d'anarquia amb diversos pretendents fins que el 1777 Ghulam Nabi Khan va aconseguir el poder.
- Yar Mohammed Khan 1701-1719
- Nur Mohammed 1719-1752 (+1754)
- A l'Afghanistan 1752-1755
- Mohammed Murad Yar Khan 1755-1757
- Gulam Shah 1757-1772
- Sarfaraz 1772-1776
- Mahmud (10 mesos) 1776-1777
- Ghulam Nabi 1777-1778
- Abd al-Nabi 1778- 1781
- Sadiq Ali 1781-1782
- Abd al-Nabi (segona vegada) 1782-1783

### Talpurs
El govern kalhora va durar fins a la pujada dels talpurs el 1783. Els talpurs eren una tribu balutxi; el seu cap Mir Bahram estava al servei dels kalhores el 1740. Contra Ghulam Nabi Khan es va revoltar el cap talpur Mir Bijar (1778) que tenia el suport militar, i que va matar el príncep kalhora en la batalla; el germà d'aquest príncep, Abd al-Nabi Khan, va pujar al tron i va arribar a un acord amb Mir Bijar que va esdevenir ministre. El 1781 un exèrcit afganès va envair Sind inferior (dominaven encara el Sind superior) que no pagava el tribut corresponent des de feia temps i Mir Bijar els va derrotar prop de Shikarpur el que de fet va convertir el Sind en plenament independent. Però Abd al-Nabi Khan va fer assassinar al seu victoriós general i ministre (1781). Abd Allah Khan Talpur, fill de l'assassinat, es va revoltar i va agafar el poder posant al tron a Sadiq Ali, mentre Abd al-Nabi fugia a Kalat des d'on va intentar recuperar el tron; finalment va aconseguir el seu propòsit amb ajut d'un exèrcit afganès i Abd Allah el va haver de reconèixer com a sobirà; però poc després el va fer matar com havia passat amb el seu pare; llavors un parent de nom Mir Fateh Ali, amb el suport de l'exèrcit, es va revoltar i va enderrocar a Abd al-Nabi; un intent per recuperar el tron no va tenir èxit i Mir Fateh Ali el va derrotar i el va obligar a fugir a Jodhpur (on els seus descendents foren notables durant el domini britànic). Mir Fateh Khan es va proclamar sobirà o rais del Sind ontenint el reconeixement de Shah Zaman de l'Afganistan amb un firman. Característica dels talpur fou l'existència de dues branques, la de Hyderabad o Shahdapur (Sind Central) i la de Mirpur o Manikani (a Khairpur). El nebot de Fateh, Mir Sohrab Khan, es va establir a Rohri i després a Mirpur; el seu fill Mir Tharo Khan a Shahbandar i després a Khairpur. Cadascun ocupava un territori de fet com a sobirà independent però amb un formal reconeixement del cap de la nissaga a Hyderabad. Per complicar més el govern, Fateh va associar al poder als seus tres germans petits, Ghulam Ali, Karram Ali i Murad Ali.
Fateh va dedicar atenció a la recuperació de Karachi (venuda al kan de Kalat) i Umarkot. La primera fou ocupada el 1795. La segona, dominada pels raja de Jodhpur, va restar fora del seu control uns quants anys. El 1799 la Companyia Britànica de les Índies Orientals va intentar establir relacions comercials i reobrir la factoria de Thatta. Una factoria es va obrir a Karachi el setembre de 1799 però fou tancada un any després per una orde peremptòria del mir. El 1801 Fath Ali va morir deixant un fill Sobhdar, però llegant el govern als seus tres tres germans El 1809 es va fer un acord amb la Companyia, pel qual els britànics intentaven excloure als francesos del comerç del Sind.
Dels tres germans governants a Hyderabad, Ghulam Ali va morir el 1811 deixant un fill Mir Muhammad però quedant el poder en mans dels dos germans sobrevivents. Just aquest any es va reconquerir Umarkot del maharajà de Jodhpur. Entre 1809 i 1824 diverses parts del Sind superior com Burdika, Rupar o Sukkur i altres que estaven sota sobirania afganesa, van ser annexionades als dominis dels prínceps talpurs Sohrab, Rustam i Mubarak. Shikarpur va quedar com únic territori en mans dels afganesos fins al 1824 quan es va retirar Rahim Dil Khan. Llavors va exercir el govern Abdul Mansur Khan i els sikhs de Lahore van planejar un atacar la ciutat. El general Ventura estava preparat amb una força a Dera Ghazi Khan i els mirs de Sind Karam i Murad Ali d'Haidarabad, i Sohrab, Rustam i Mubarak de Khairpur van veure l'avantatge que suposaria per ells dominar Shikarpur i van enviar a Nawab Wali Muhammad Khan Lughari per expulsar els afganesos; el nawab va escriure al governador Mansur Khan al·legant que la conquesta de la ciutat pels sikhs suposava un perill i que els afganesos no estaven en posició d'oposar-se als sikhs i calia docs deixar la ciutat a qui ho pogués fer i més si els talpurs, com els afganesos, eren musulmans. El governador perplex no va saber reaccionar; els talpurs van reunir un exèrcit als murs de la ciutat oficialment per ajudar a defensar-la contra els sikhs. El nawab no va parar d'intentar convèncer el governador de deixar la ciutat als talpurs i finalment Abdul Mansur Khan va acordar la sortida; Dilawar, khitmatgar del nawab, va entrar a la ciutat i va establir el quarter general a la casa de Shaukar Muya Ram, ordenant notificar el canvi de govern als mercats i carrers; no hi va haver resistència. Les taxes de la ciutat es van repartir entre els mirs d'Hyderabad (quatra parts) i de Khairpur (tres parts). Com a nou governador fou nomenat Kazim Shah.
El 1825 la tribu balutxi dels khoses va fer certes incursions al Cutch i els britànics van considerar necessari fer una demostració militar preventiva. Dels dos germans que quedaven al govern d'Hyderabad, Karram Ali va morir el 1828 sense fills i va deixar sol a Murad Ali. El 1830 aquest va permetre, després de diversos retards, que el tinent britànic Alexander Burnes (després Sir) pogués remuntar el riu Sind en missió d'exploració portant alguns regals enviats pel rei d'Anglaterra per a Ranjit Singh de Lahore. Murad Ali va morir poc després (1832) i va deixar dos fills que van exercir el govern i van signar un acord amb els britànics de caràcter comercial, pel qualels comerciants i mercaders podrien utilitzar els camins del Sind però cap britàni es podria establir al territori. A aquest tractat es van adherir els mirs de Khairpur (1833).
El 1833 durant el govern talpur, el destronat emir afganes Shah Shuja, va fer una expedició al Sind Superior per recuperar el seu territori perdut i va avançar via Bahawalpur cap a Shikarpur. Prop de Khairpur es va trobar amb Kazim Shah (que ja no era governador de la ciutat), que el va escortar cap a Shikarpur amb honors i hi va romandre 40 dies, rebent 40.000 rupies per sortir, però quan va haver cobrat no va voler marxar. Els seus partidaris al Sind occidental eren nombrosos i es va erigir en el seu cap; va nomenar oficials a diversos llocs i va començar a legislar. Els mirs estaven indignats i els balutxis es van revoltar contra l'afganès. Un exèrcit de balutxis sota el mir Mubarak Ali i Zangi Khan, va travessar el riu a Rohri i va prendre posicions a Sukkur, mentre Shah Shuja enviava una força de dos mil homes sota el seu lloctinent Samandhar Khan, per fer-los front. Els mirs estaven a la vora del canal Lalawah quan foren atacats pels afganesos; els balutxis foren sorpresos i es van desbandar sent derrotats. Els mirs van haver de pagar un fort tribut a Shah Shuja (40.000 lliures) més 5000 lliures pels seus oficials, i 500 camells. Llavors l'emir va marxar en expedició contra Kandahar però derrotat per Dost Muhammad, va retornar al Sidn anant a Hyderabad on va aconseguir dels mirs suficient diners per anar a Ludhiana al Panjab.
El 1835 el coronel Pottinger va obtenir el permís per explorar la costa del Sind i el delta de l'Indus; com que la missio no portava comerciants els mirs van interpretar malament el sentit de l'expedició. Hyderabad fou adornada aquestos anys amb grans edificis i també la ciutat de Khudabad, entre els quals les mateixes tombes dels mirs. El dos mirs d'Hyderabad després del 1839 van compartir amb els seus cosins Mir Muhammad i Sobhdar.
El 1838 es va iniciar la primera Guerra Angloafganesa i es va considerar necessari enviar tropes britàniques a l'Indus tot i una clàusula del tractat que expressament prohibia aquesta eventualitat i l'ús del riu com a via militar. Lord Auckland ho va considerar una emergència tan gran que va eliminar el text de l'acord subscrit. El desembre de 1838 una for britànica manada per Sir John Keane va desembarcar al Sind, però no va poder fer res degut als obstacles que trobava al seu camí i que els mirs no li facilitaven carruatges i provisions. Després d'una amenaça de marxar contra Hyderabad, finalment Sir John Keane va aconseguir seguir la seva ruta; donat la situació hostil del país es va enviar una força de reserva des de Bombai (1839) per establir-se al Sind; la guarnició balutxi a Manora, prop de Karachi, va intentar prevenir el desembarcament d'aquesta força i els britànics van ocupar el fort. Més tard de 1839, per un tractat dels mirs d'Hyderabad i els britànics, aquestos van acceptar pagar 23 lakhs a Shah Shuja, a canvi del tributs deguts, d'admetre una força britànica de fins a 5000 homes amb el cost a càrrec dels mirs i a abolir tots els drets de duana dels bots comercials a l'Indus. Els mirs de Khairpuir van signar un tractat similar, excepte en la part del pagament de la força britànica. Els britànics es van establir al fort de Bukkur, en el marc d'aquest acord. En endavant una flotilla comercial va poder navegar per l'Indus sense problems. Nur Muhammad, el mir sènior de Hyderabad va morir el 1841 i el govern va passar al seu fill i als dos cosins, conjuntament amb l'oncle Nasir Khan.
El 1842 Sir Charles Napier va arribar al Sind amb una força militar, amb autoritat per actuar al Baix Sind, i va proposar noves condicions als mirs que s'havien endarrerit en el pagament dels tributs acordats. Napier va exigir la cessió de Karachi, Thatta, Sukkur, Bukkur i Rohri a perpetuïtat. Després d'alguna demora i d'una lleu demostració militar, el tractat fou signat el febrer de 1843. L'exèrcit no hi va estar d'acord, va esclatar la guerra i va concloure amb la conquesta del Sind pels britànics i la formació de la província britànica del Sind.
 Branca de Hyderabad
- Fateh Ali Khan (a Hyderabad) 1783-1801
- Ghulam Ali, associat 1783-1801, mir 1801-1811
- Karram Ali (Karim Ali), associat 1783-1811, mir 1811-1828
- Murad Ali, associat 1783-1828, mir 1828-1832
- Nur Muhammad Khan (fill de Murad) 1832-1841
- Nasir Khan, associat (germà) 1832-1841, mir 1841-1843
- Mir Muhammad (fill de Ghulam) 1840-1843
- Sobhdar (fill de Fateh) 1840-1843
- Husayn Ali (fill de Nur Muhammad) 1841-1843

Branca de Mirpur i Khairpur
- Tharo Khan 1783-1829
- Sher Muhammad 1829-1843
- Mir Sohrab Khan 1783-1811
- Rustam Ali Khan 1811-1842 (fill)
- Mubarak Ali Khan 1829-1839 (germà)
- Nasr Khan 1839- ?
- Ali Murad Khan I 1842-1894 (fill de Rustam)
- Faiz Mohammad Khan I 1894-1909
- Imam Bakhsh Khan 1909-1921
- Ali Nawaz Khan 1921-1935
- Faiz Mohammad Khan II 1935-1947
- Ali Murad Khan II 1947-1955

### Història moderna
- Vegeu província britànica del Sind

### Història contemporània
- Vegeu província pakistanesa del Sind.